# Csigérgyarmat

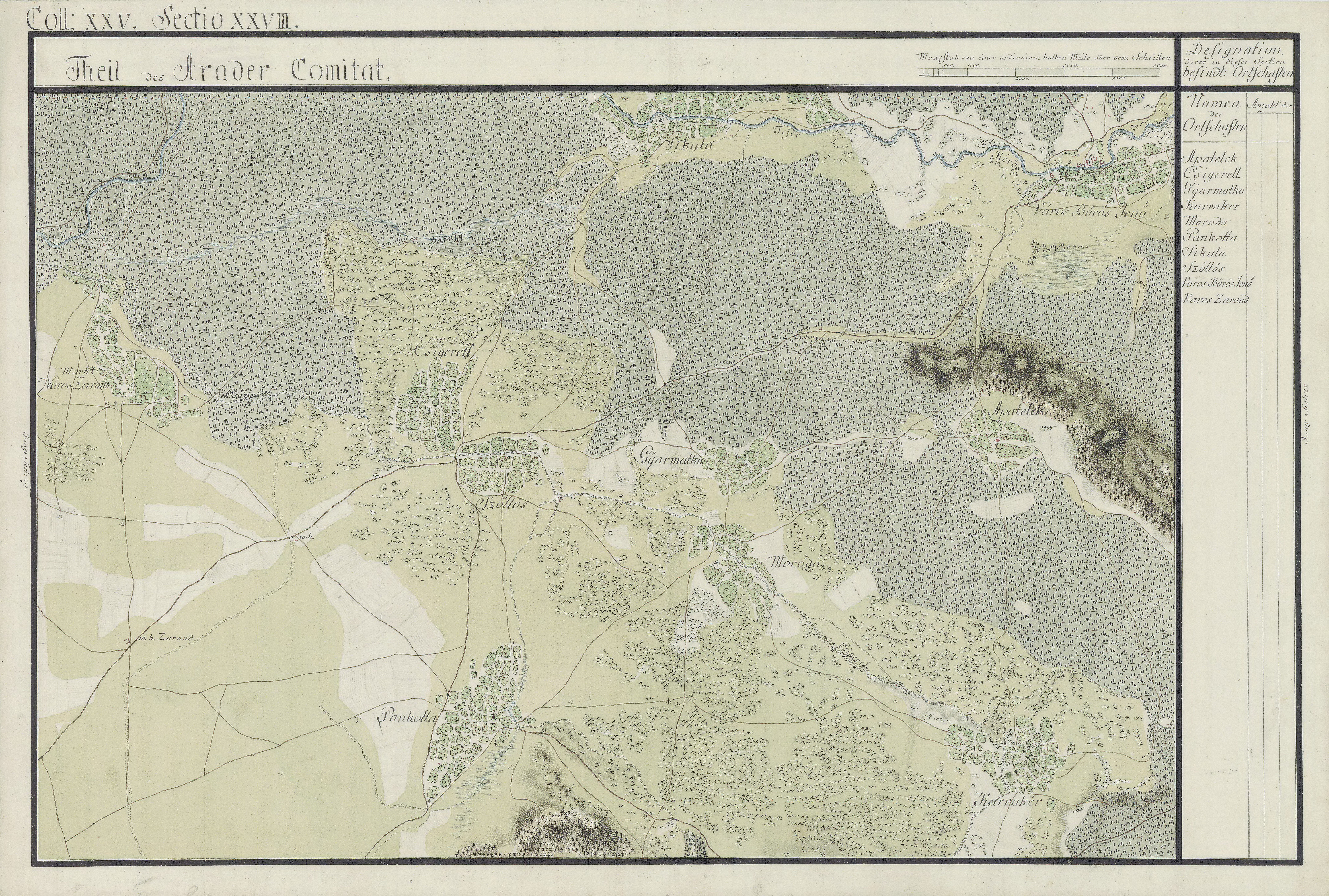
Csigérgyarmat (Gyarmat) egy régi térképen

Csigérgyarmat (románul: Iermata) település Romániában, a Partiumban, Arad megyében. Borosjenőtől délnyugatra, a Fehér-Körös mellett fekvő település.

## Története
Csigérgyarmat, Gyarmat nevét 1387-ben említette először oklevél Gyarmath írásmóddal, majd 1561-ben Kis Gyarmat, 1808-ban és 1888-ban Gyarmatha,  1913-ban  Csigérgyarmat alakban írták.
1851-ben Fényes Elek írta a településről: „Arad vármegyében, rónaságon, 1931 óhitü lakossal, s anyatemplommal. Határa 286hold, ... Vize a Fejér-Körös és a malom-csatorna. Birja Aczél Sándor.”
A trianoni békeszerződés előtt Arad vármegye Borosjenői járásához tartozott. 1910-ben 2577 lakosából 2430 román, 138 magyar volt. Ebből 2390 görögkeleti ortodox, 103 római katolikus volt.